# Пауман, Конрад
Конрад Пауман (нем. Konrad Paumann; 1415, Нюрнберг — 24 января 1473, Мюнхен) — один из наиболее значительных музыкантов XV века, основоположник немецкой органной музыки.

## Жизнь и творчество
Конрад Пауман родился в Нюрнберге в 1415 году, был слеп от рождения. Как предполагается, в детстве обучался игре на музыкальных инструментах у знакомых лютнистов и органистов. С 1446 года был органистом в одной из Нюрнбергских церквей, а уже в 1450 году был органистом в Мюнхене при герцогском дворе. Является автором великолепного произведения «Fundamentum organisandi» («Основы органного искусства», 1452) а также интересного и сложного произведения «Бухсхаймская органная книга» («Buxheimer Orgelbuch»). Скончался 24 января 1473 года в Мюнхене.
Музыка Паумана — в основном инструментальная, причём некоторые произведения считаются виртуозными и сложными для исполнения даже на современных инструментах. Единственно дошедшее до нас вокальное сочинение состоит из трёх теноровых партий и стилистически очень напоминает произведения композиторов нидерландской школы. Этот факт говорит о том, что Пауман был знаком со многими направлениями, существовавшими в европейской музыке XV века.

### Бухсхаймская органная книга
Эта «органная книга» представляла собой сборник пьес для органа, в основном застольных и танцевальных. Некоторые из них: «Преамбула супер-С», «Жизнь птицы — вся в заботах», «Храброе сердце» и др. Всего более 250 страниц, но только несколько произведений, вошедших в сборник, написал сам Пауман, остальные были созданы его современниками.
Уникальность книги в том, что она была, фактически, первым рукописным изданием органных произведений.

## Влияние на музыку
Будучи слепым, Пауман никогда сам не записывал свои сочинения, и, возможно, что главным его умением было виртуозное владение импровизацией. Ему также приписывается изобретение табулатурной системы записи для лютни, но это достоверно не подтверждено.